# Rechte van Nagel
In een gegeven driehoek is het punt van Nagel N het anticomplement van het middelpunt I van de ingeschreven cirkel, die weer het anticomplement is van het punt van Spieker S. Deze liggen op één lijn met het zwaartepunt Z. De verbindingslijn wordt de rechte van Nagel genoemd.
De onderlinge verhouding wordt gegeven door {\displaystyle NS:SZ:ZI=3:1:2.}
De rechte van Nagel heeft door de onderlinge ligging van N, I, S en Z een sterke analogie met de rechte van Euler.
De lengte van het lijstuk NZI als deel van de rechte van Nagel is gelijk aan {\displaystyle {\sqrt {6r^{2}-12Rr+{\frac {a^{2}+b^{2}+c^{2}}{2}}}}}. Hierin zijn a, b, c de zijden van driehoek ABC, R is de straal van de omgeschreven cirkel, r is de straal van de ingeschreven cirkel.